# ハクプ
ハクプは、ニウエの14の村のひとつである。

## 地理
島の南東部に位置する村である。

## 人口
人口は162人(2006年)で、ニウエで3番目に人口が多い。

## 交通
幹線道路が東から西へ通っている。アロフィへ至る道路もある。

## 観光
フバル森林保護区がある。

## 歴史
第一次世界大戦と第二次世界大戦でニュージーランド軍と共に戦ったニウエ人の記念碑がある。